# Gewone glimmerinktzwam
De gewone glimmerinktzwam (Coprinellus micaceus) is een schimmel uit de familie Psathyrellaceae. De soort leeft op levende en dode bomen in bossen, tuinen, parken en soortgelijke biotopen zoals bermen en struiken. Hij is te vinden in alle soorten loof- en gemengde bossen, maar zelden in naaldbossen. De schimmel leeft als saprobiont op verrot hout. Hij wordt ook gevonden op begraven hout en aan de voet van levende bomen. Dit laatste kan duiden op parasitisme van de schimmel aan de wortel. Hij is niet kieskeurig over de pH-waarde van de bodem. De vruchtlichamen kunnen het hele jaar door verschijnen, maar komen veel vaker voor in de milde maanden van april tot november.

## Kenmerken

### Uiterlijke kenmerken

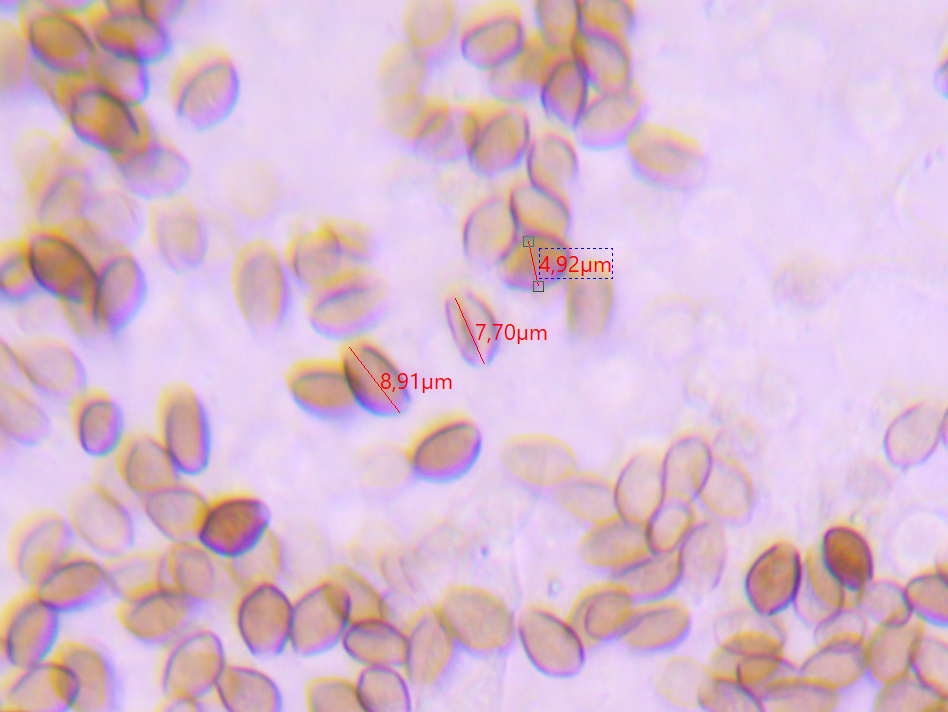
De sporen van de Gewone glimmerinktzwam, met de afmeting van enkele sporen.

Hoed
De hoed heeft een diameter van 1 tot 3 cm. Bij jonge vruchtlichamen is de vorm eivormig en bedekt met witte puntjes, resten van het velum (dit is goed te zien door op de foto te klikken). Later wordt de hoed kegel- tot klokvormig. De hoed is geribbeld. De kleur is crèmekleurige tot okerbruine of fuchsia die naar het midden van de hoed donkerder wordt. De hoedenhuid rimpelt naarmate de leeftijd vordert.
Lamellen
De lamellen zijn eerst witachtig tot geelachtig wit, daarna grijsbruin tot grijspaars en met het ouder worden zwart.
Steel
De steel is 3 tot 8(–10) cm hoog en 3 tot 5 mm dik. De steel is wit en heeft een zijdeachtige glans, is hol en niet erg stabiel. De basis is licht tot duidelijk bolvormig verdikt en licht okergeel verkleurd. Bij jonge paddenstoelen is de steel bedekt met fijne vlokken; oudere lijken vaak glad. De steel heeft geen ring.
Geur en smaak
De geur en smaak zijn onopvallend.
Sporenprint
De sporenprint is bruin. 

### Microscopischekenmerken
De sporen zijn 6,8-10,2 × 5-6,7 × 4,3-5,5 micrometer groot en lijken peervormig tot ruitvormig in vooraanzicht en elliptisch tot licht amandelvormig in zijaanzicht. Ze worden ook gekenmerkt door een sterk nogal grote en centrale kiempore . De cheilocystidia en pleurocystidia zijn vesiculair. Er zijn flesvormige caulocystidia op de steel. Met hun lange hals hebben ze een lengte tot 100 µm.

## Verspreiding
De gewone glimmerinktzwam is een kosmopolitische soort die op elk continent behalve Antarctica voorkomt. In Europa komt de schimmel bijna overal voor, tot in Groot-Brittannië, Frankrijk, Zweden, Rusland en Turkije.
Vanaf mei tot in de herfst is de gewone glimmerinktzwam te vinden in groepen, bundels en zwermen. In Nederland komt de soort algemeen voor.

## Foto's

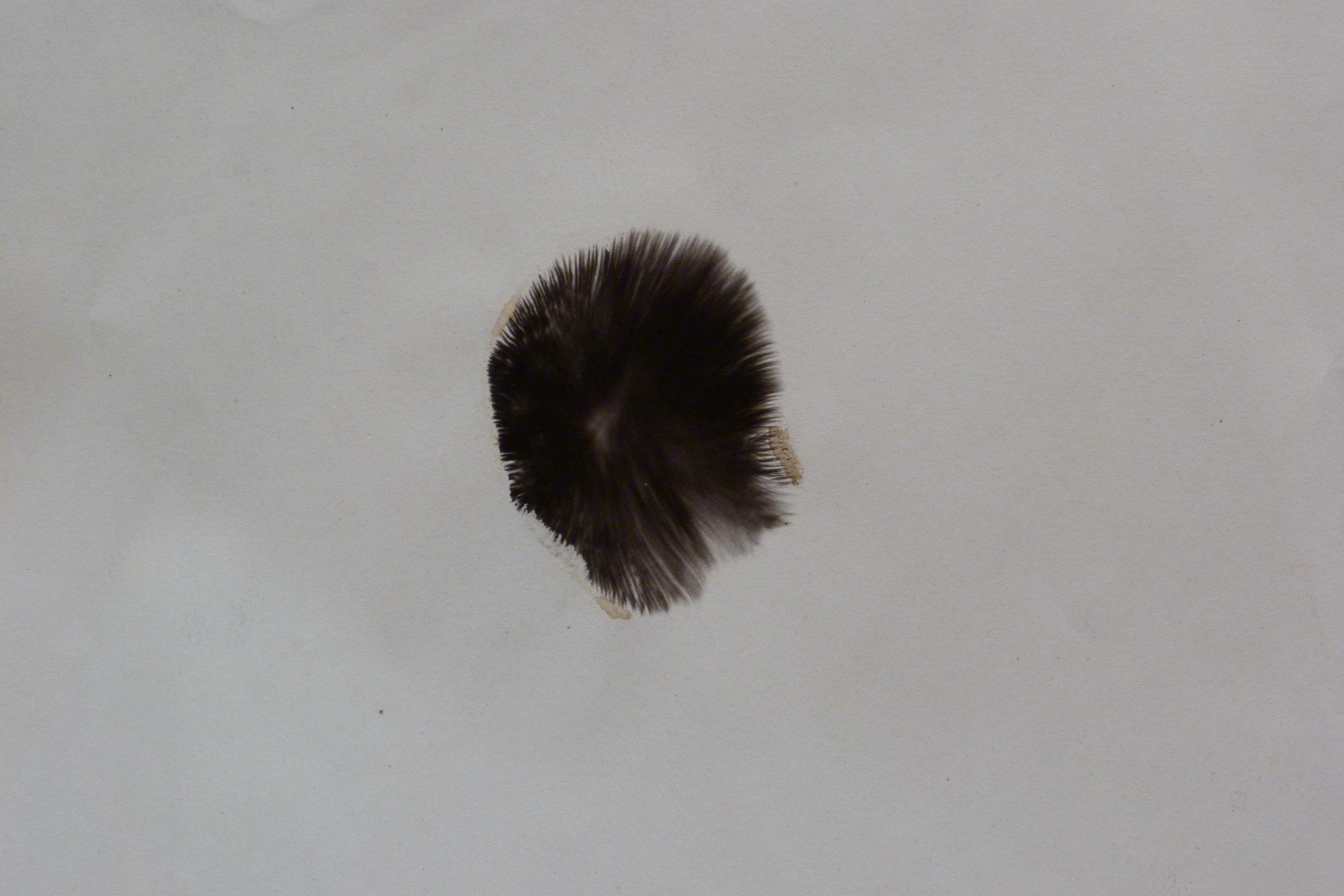
Sporenprint
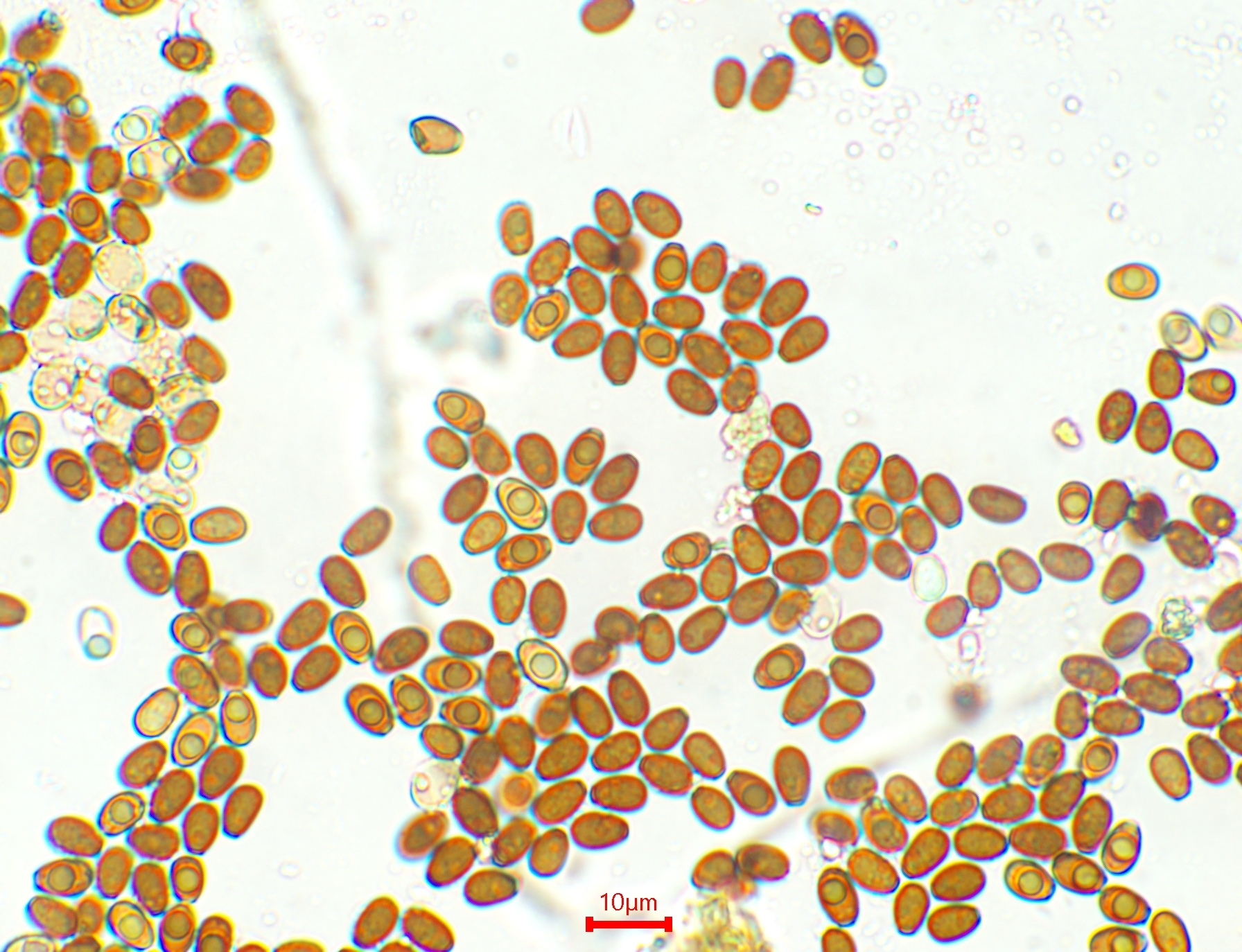
Sporen
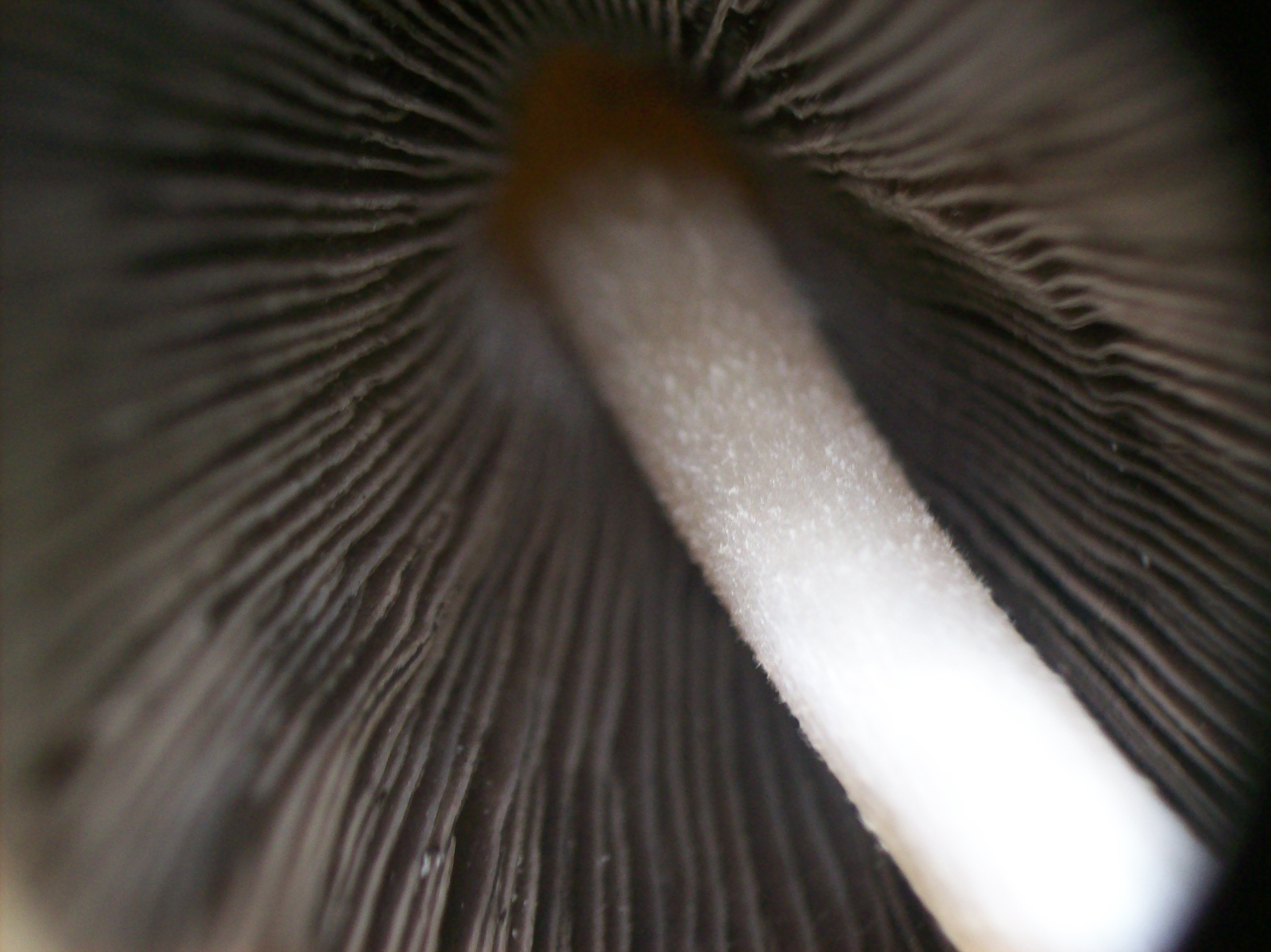
Lamellen
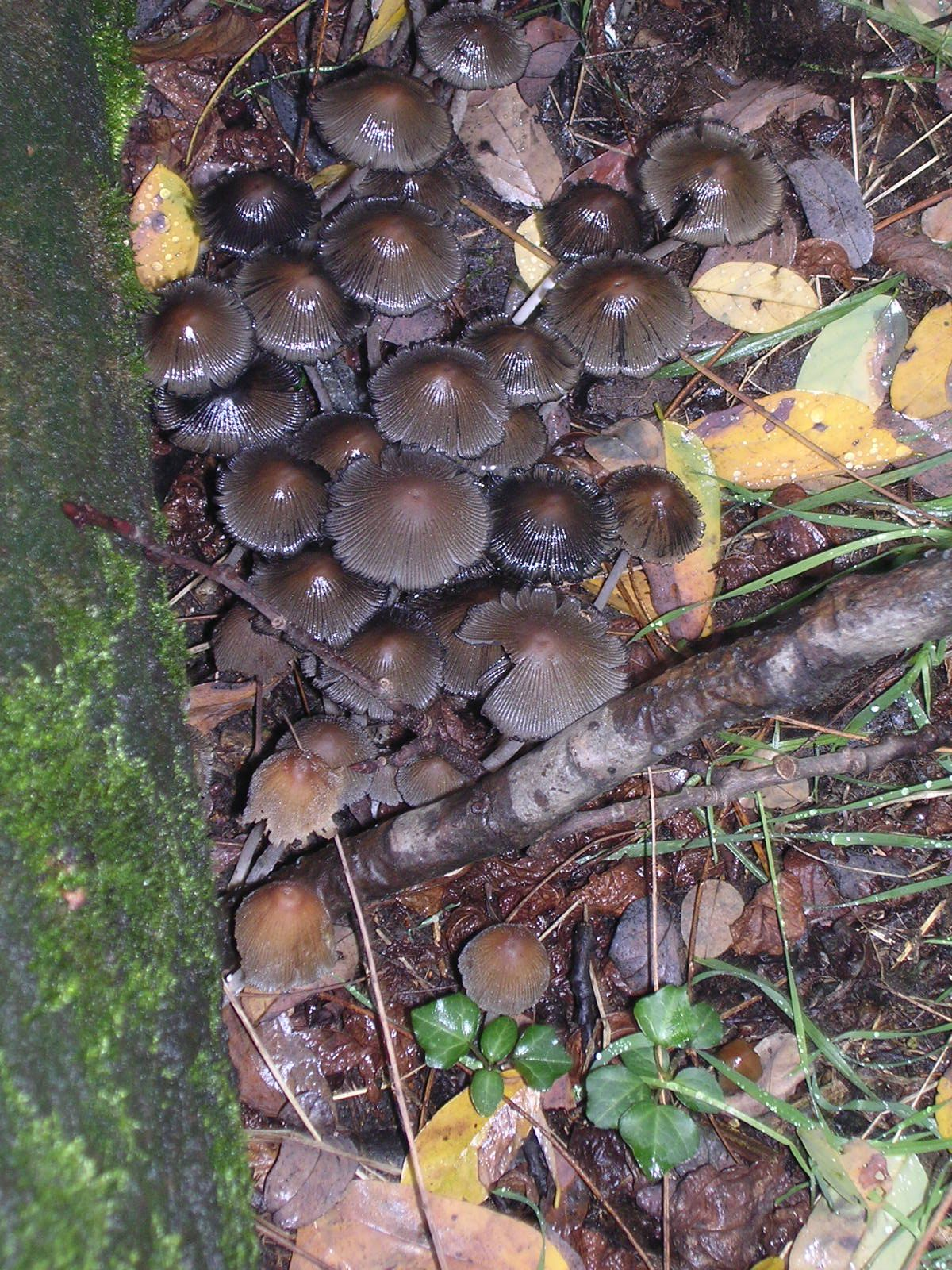
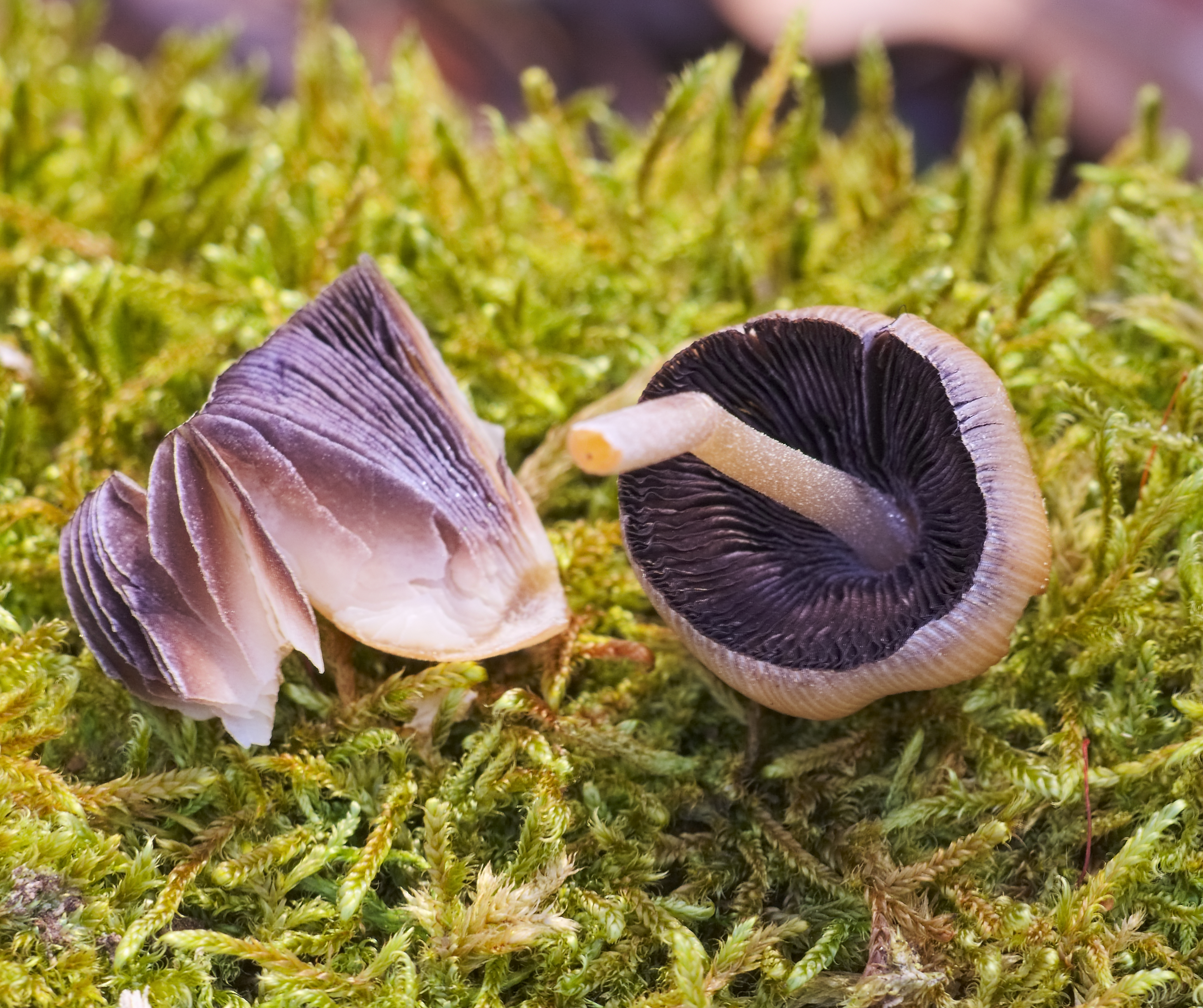
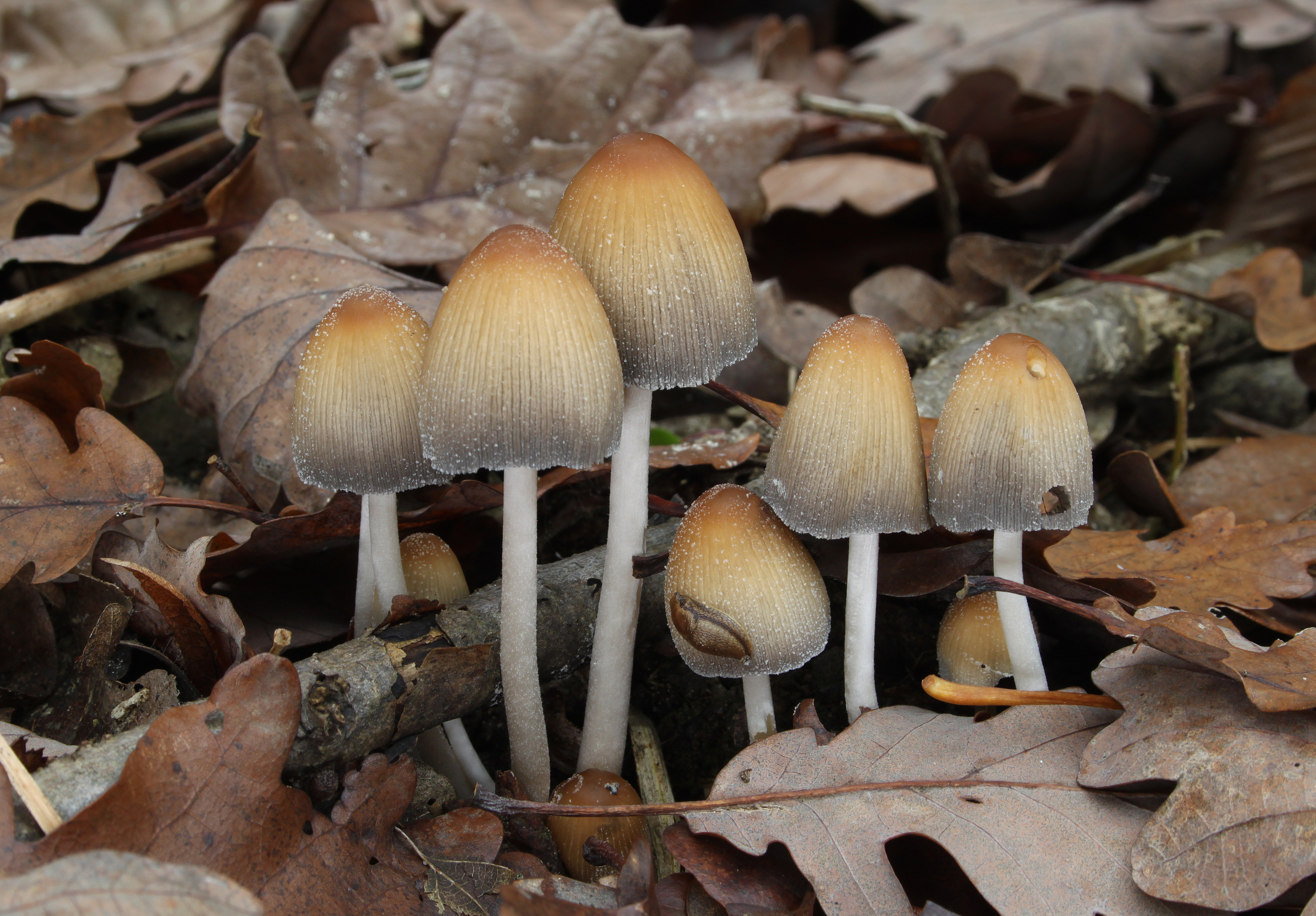